# Broncho Billy's Bible
Broncho Billy's Bible è un cortometraggio muto del 1912 scritto, prodotto, diretto e interpretato da Gilbert M. 'Broncho Billy' Anderson.

## Produzione
Il film fu prodotto dalla Essanay Film Manufacturing Company. Gilbert M. 'Broncho Billy' Anderson, fondatore della casa di produzione Essanay (che aveva la sua sede a Chicago), cominciò a girare i suoi western in California. Broncho Billy's Bible fu girato a Lakeside e a Niles, la cittadina che sarebbe diventata la sede stabile della Essanay in California.

## Distribuzione
Distribuito dalla General Film Company, il film - un cortometraggio in una bobina - uscì nelle sale cinematografiche statunitensi il 1º giugno 1912.